# Automolis fuscorufescens
Automolis fuscorufescens là một loài bướm đêm thuộc phân họ Arctiinae, họ Erebidae.